# Jahrhunderthalle (Bochum)
De Jahrhunderthalle is een evenementenhal in de Duitse stad Bochum.

## Geschiedenis
De Jahrhunderthalle staat in de Duitse stad Bochum in het stadsdeel Stahlhausen. De hal is in 1902 gebouwd. In eerste instantie werd hij gebruikt voor een industrietentoonstelling in Düsseldorf. Daarna is hij uit elkaar genomen en verplaatst naar Bochum. Daar is hij gebruikt door de hoogovens. Bijzonder aan de hal is dat hij volledig demonteerbaar is. Dit was een noviteit voor die tijd. Omdat op de locatie in Bochum eigenlijk geen plek was voor de nieuwe hal is de hal over de bestaande bebouwing heen gebouwd. Heden ten dage zijn nog delen van de oude bebouwing zichtbaar. In 2003 is de hal gerevitaliseerd zodat hij weer gebruikt kon worden voor tentoonstellingen en uitvoeringen. De hal is opgenomen in de Route der Industriekultur (Route van de industriecultuur). Deze route gaat langs de meeste industriële bezienswaardigheden in het Ruhrgebied.

## Foto's

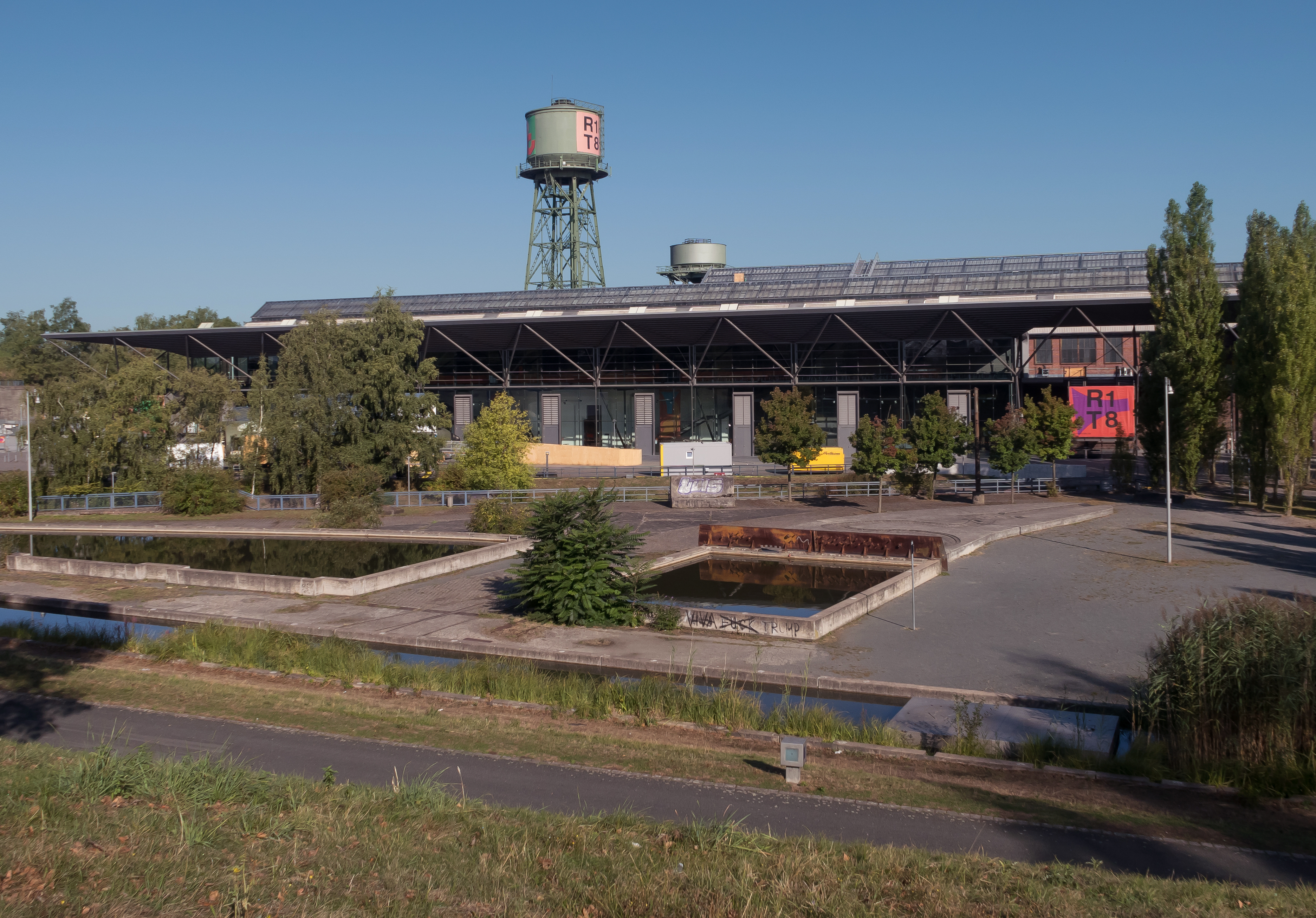
Het industrieterrein positie 1
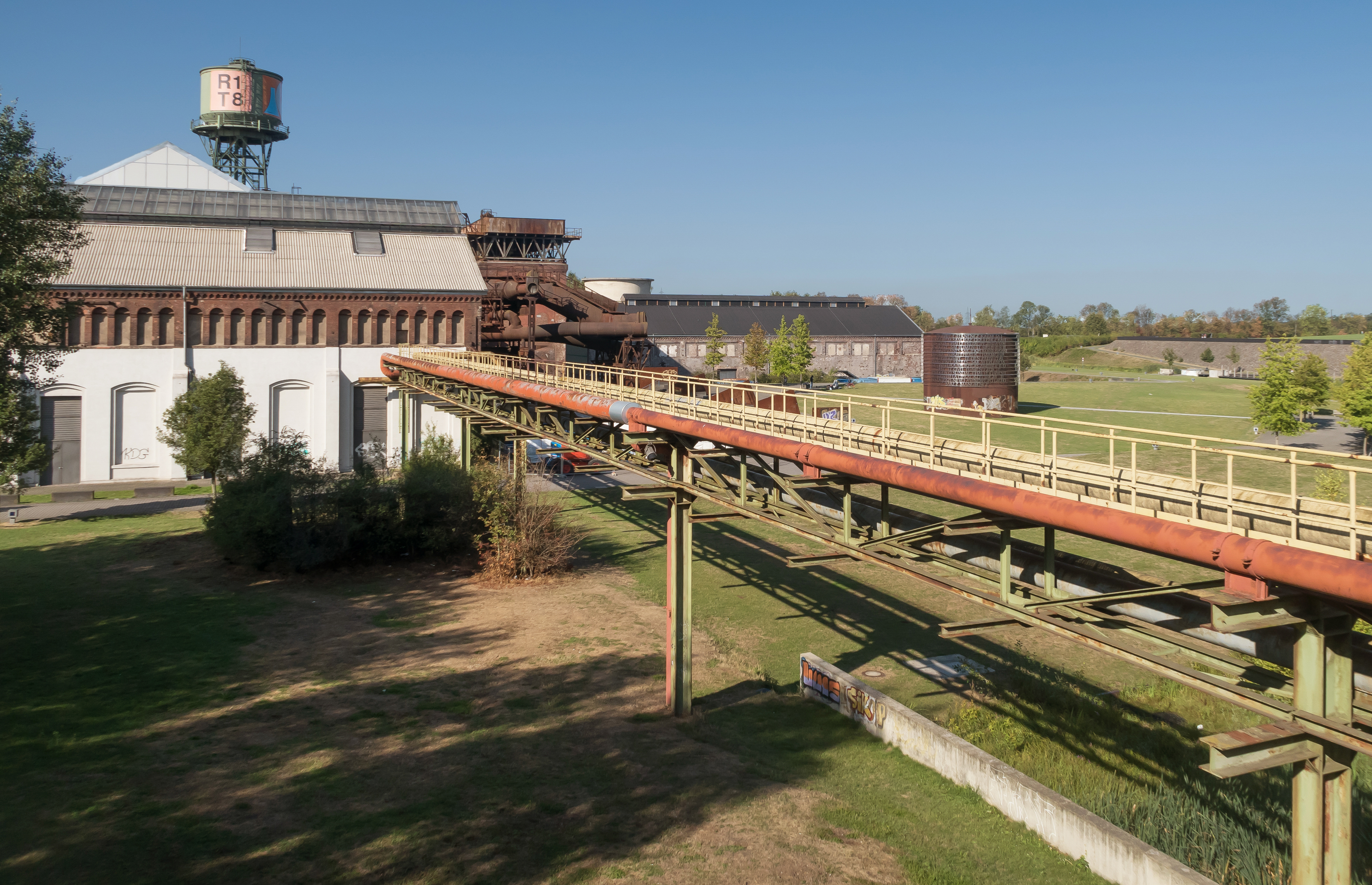
Het industrieterrein positie 2
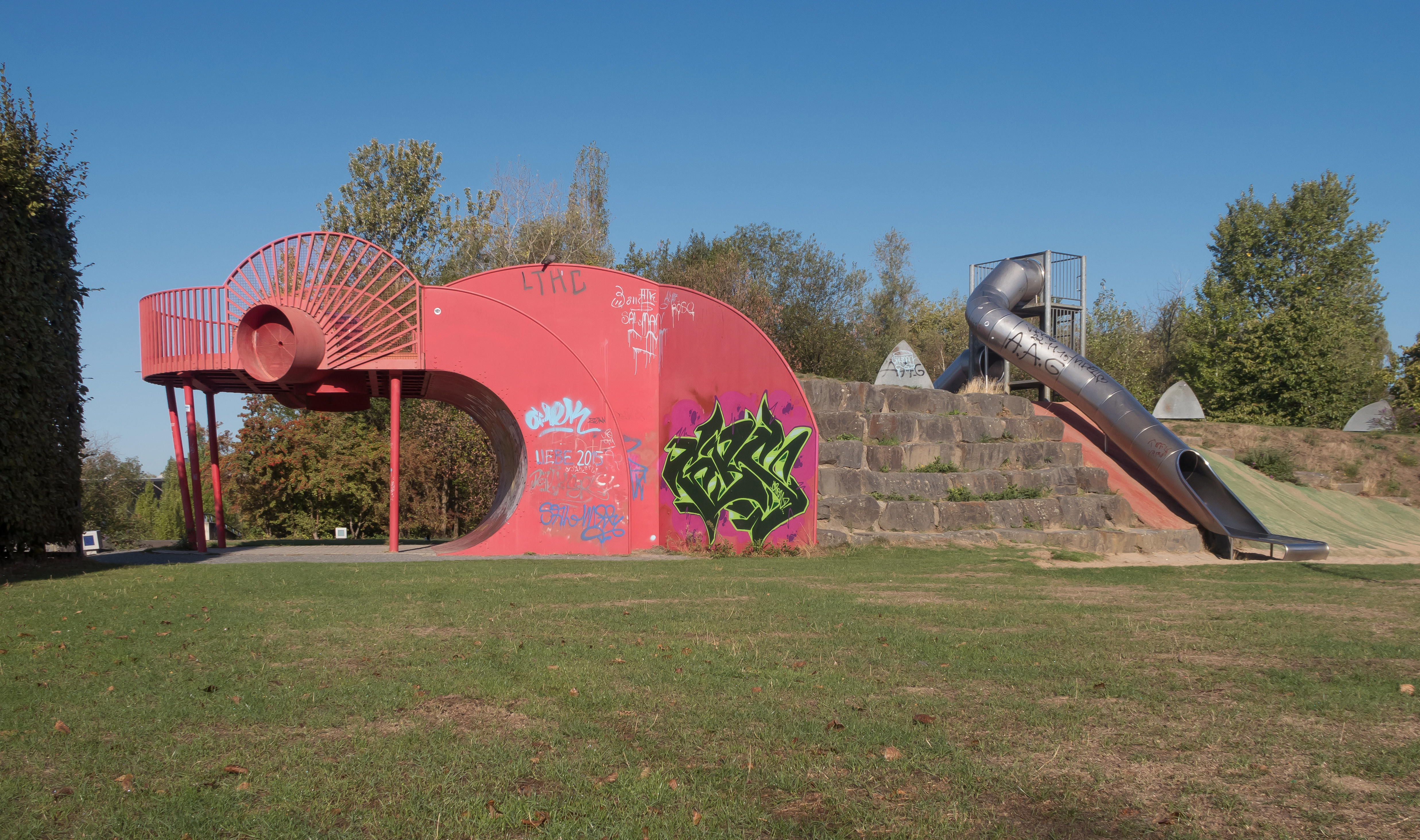
Sculptuur op het industrieterrein
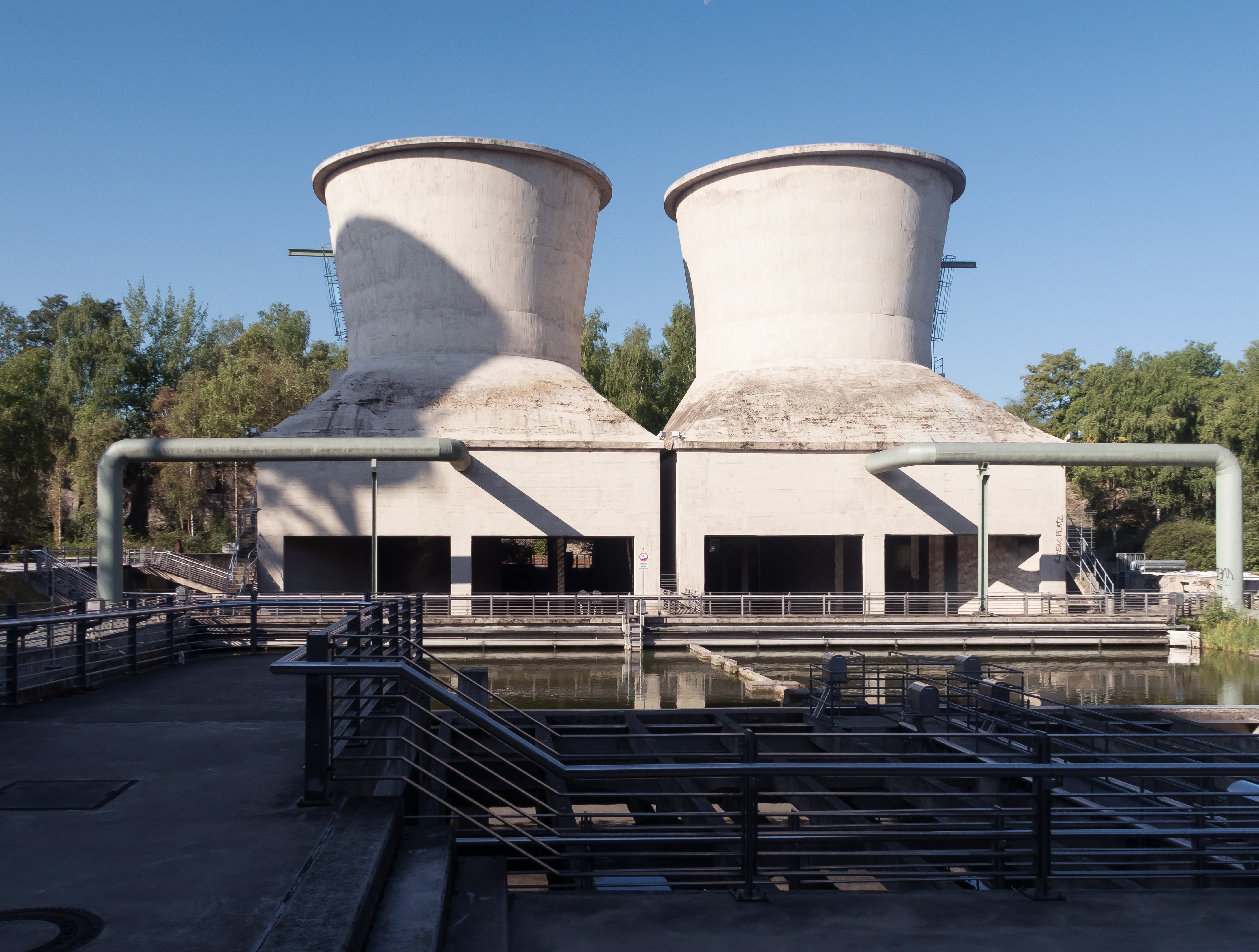
De koeltorens
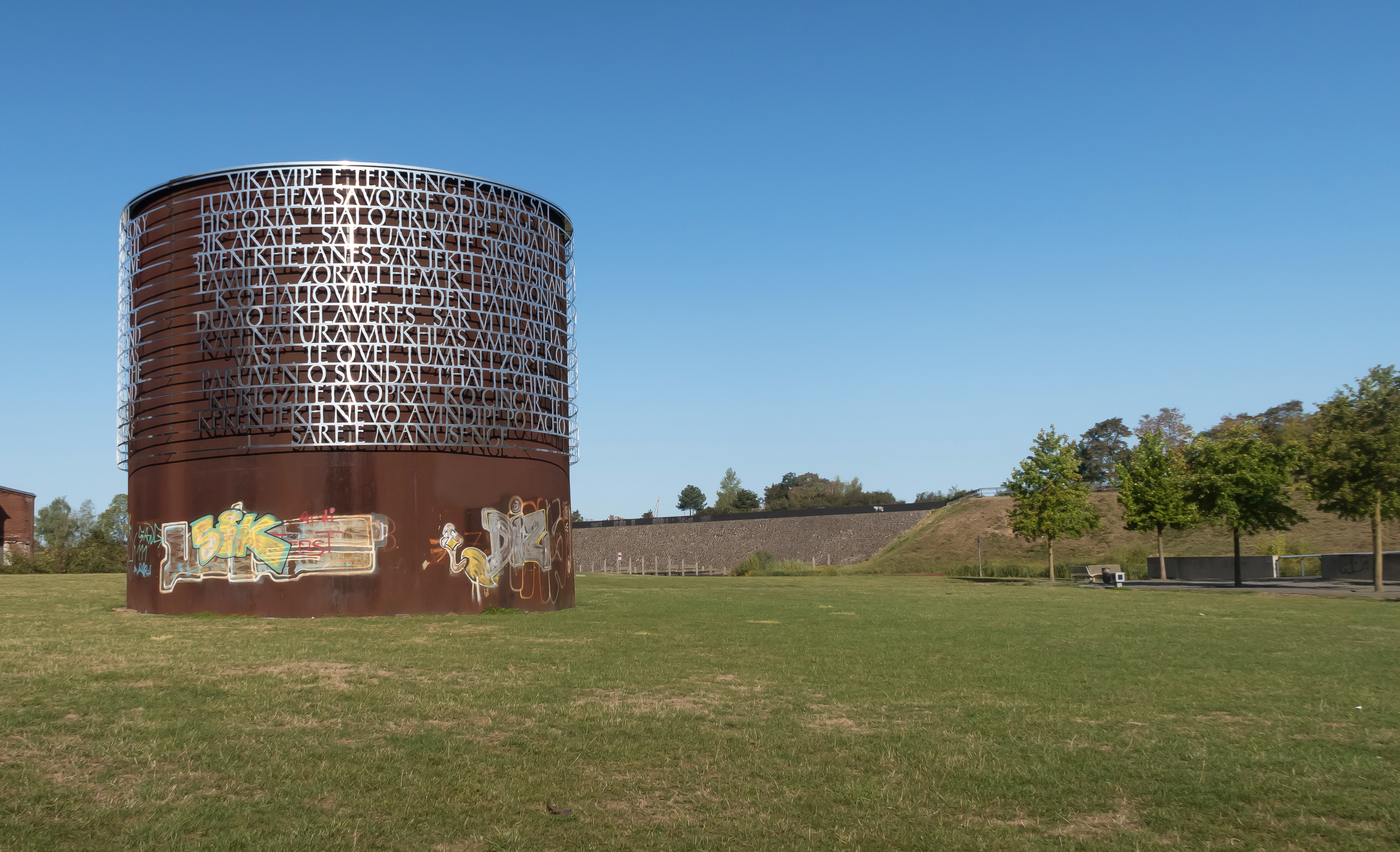
Sculptuur: Appeal to the Youth of all Nations van Olu Oguibe
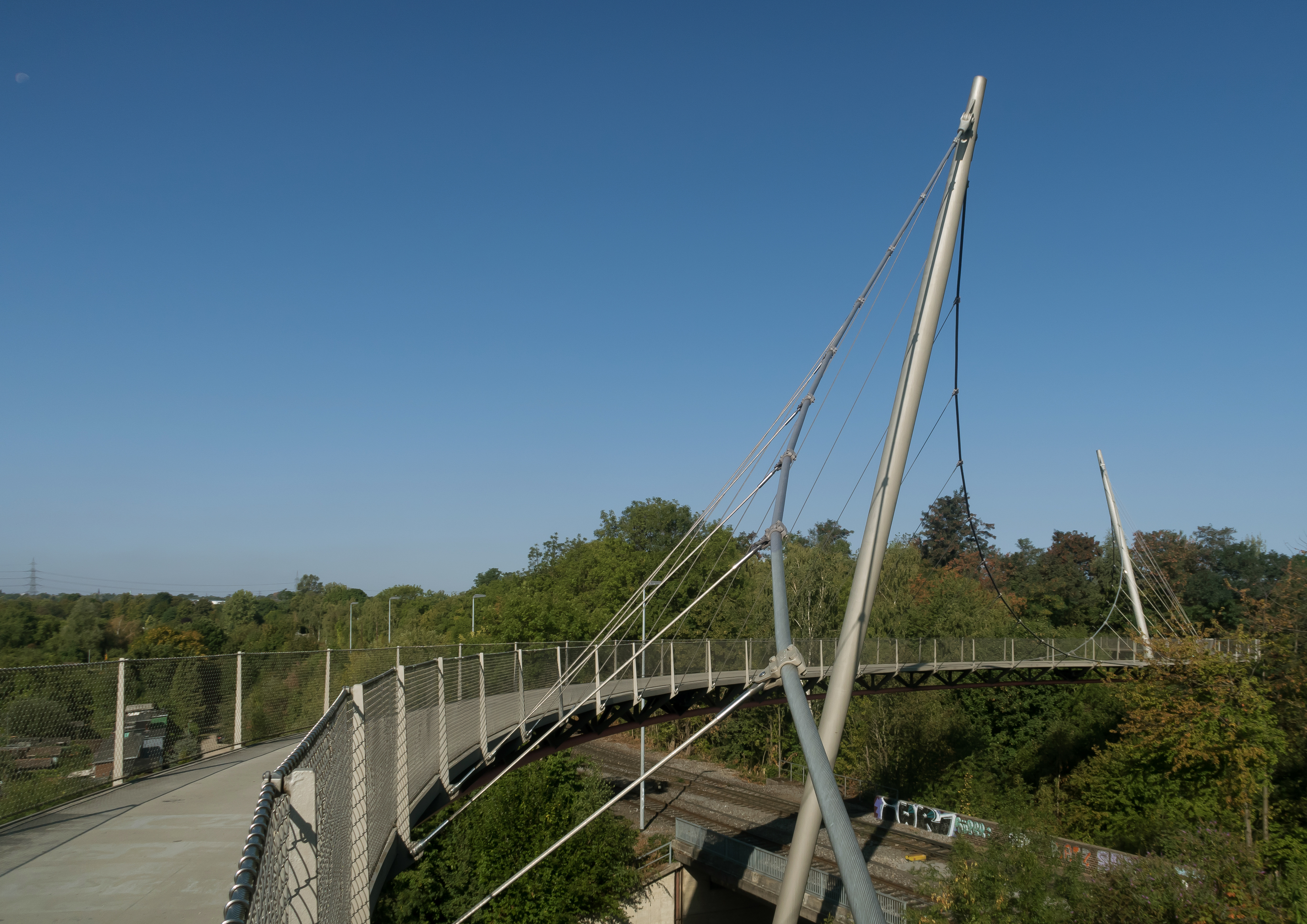
Fietsbrug: die Erzbahnschwinge